# Henry Trollope
Henry Trollope (Bath, 20 aprile 1756 – Bath, 2 novembre 1839) è stato un ammiraglio britannico, particolarmente distintosi al comando del vascello Russell nel corso della battaglia di Camperdown dell'11 ottobre 1797 quando costrinse alla resa i vascelli Jupiter (74) e il Delft (54), e poi il Wassenaar (68), subendo la perdita di sette uomini feriti.

## Biografia

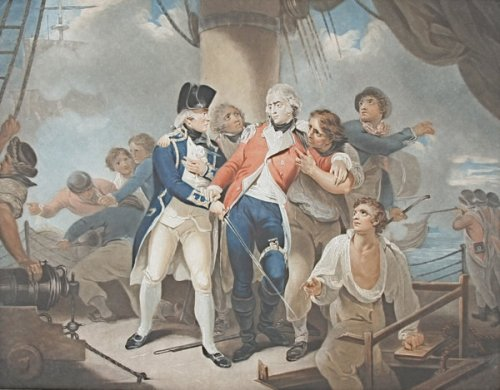
Il capitano Henry Trollope assiste il capitano dei Royal Marines Henry Ludlow Strangeways, ferito a morte, sul cassero del Glatton.

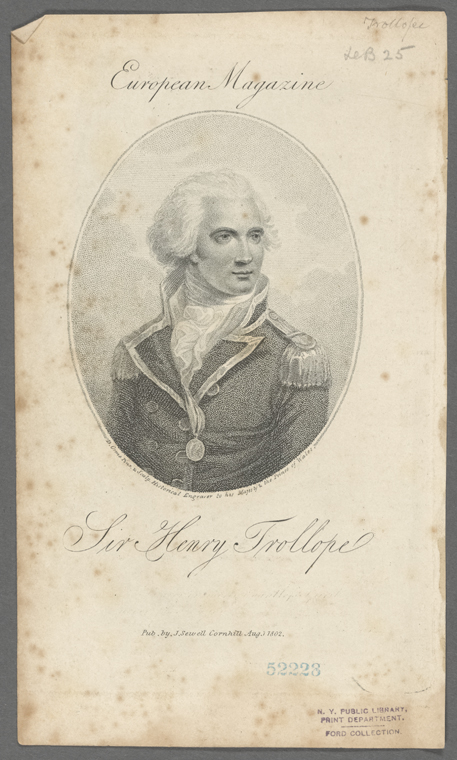
Sir Henry Trollope, 1802

Nacque il 20 aprile 1756, figlio del reverendo John Trollope di Bucklebury e di Anne Guyon. Suo nonno paterno, anch'egli di nome Henry, era il fratello di Sir Thomas Trollope, IV baronetto.
Si arruolò nella Royal Navy nell'aprile 1771, all'età di quattordici anni. Si unì alla nave di linea Captain su cui alzava la sua insegna il contrammiraglio John Montagu, che successivamente salpò per la North America and West Indies Station.
Mentre era a bordo del Captain passò da servitore del capitano Thomas Symonds ad abile marinaio e poi a guardiamarina. La nave ritornò in Inghilterra nel 1774 ed egli si trasferì poi sul vascello Asia, capitano George Vandeput, anch'essa appartenente alla North America Station, per prestare servizio nella guerra d'indipendenza americana. Combatté nella battaglia di Lexington il 19 aprile 1775 e nella battaglia di Bunker Hill il 17 giugno, prestando servizio in entrambe le battaglie su piccole imbarcazioni della Asia, coprendo la ritirata britannica a Lexington e assistendo allo sbarco delle truppe a Bunker Hill. Le sue azioni durante queste battaglie lo portarono subito dopo ad essere temporaneamente assegnato allo sloop Kingfischer per assistere la risposta britannica alla rivolta della Virginia.
Navigò al largo di Hampton Roads, e successivamente combatté nell'assedio di Boston prima di rientrare a bordo dello Asia nel 1777 per tornare successivamente in Inghilterra. Fu promosso tenente il 25 aprile 1777 e come tale entrò in servizio sul vascello di quarto rango Bristol, capitano John Rayner,  come suo terzo luogotenente. Il Bristol salpò ben presto per New York scortando un gruppo di trasporti truppe. Al suo arrivo in Nord America fu scelto per portare le barche del Bristol, cariche di soldati, lungo il North River nel tentativo di rinforzare l'esercito del generale John Burgoyne. Burgoyne si arrese prima che egli potesse raggiungerlo e invertita la rotta ritornò sul Bristol. La nave si unì alla flotta del viceammiraglio Lord Howe al largo del Delaware e successivamente partecipò alla conquista di Fort Montgomery, a quella di Clinton e alla cattura di Filadelfia il 26 settembre e all'attacco all'isola di Mud.
Successivamente si trasferì sul Chatham di quarto rango che tornò in Inghilterra per lavori di raddobbo, arrivando ai Sheerness Dockyard all'inizio del 1778. Nel frattempo era stato promosso primo tenente sul Chatham,  ma dopo che la Francia entrò in guerra a fianco degli Stati Uniti d'America presentò con successo una petizione per ricevere il comando del cutter Kite di stanza sulla stazione navale dei Downs. Egli vide l'opportunità di avere una promozione anticipata comandando la nave in combattimento contro la Francia appena divenuta ostile. Il Kite salpò dal porto il 14 marzo, il giorno dopo l'entrata ufficiale della Francia in guerra, e lo stesso giorno catturò un brigantino francese al largo di Calais. Nei mesi successivi il Kite fermò ed ispezionò navi mercantili neutrali alla ricerca di merci nemiche, prendendone alcune come diritto di preda. Come comandante ricevette una buona quantità di premi in denaro, tra cui l'incredibile cifra di 30.000 ghinee per la cattura di due navi che trasportavano legname stagionato.  Il Kite stava navigando al largo dell'isola di Portland il 30 marzo quando scoprì una nave corsara francese da 28 cannoni che inseguiva trenta navi mercantili britanniche; ingaggiò subito combattimento con la nave nemica riuscendo ad allontanarla. Il giorno dopo questo attaccò, allo stesso modo, costrinse al ritiro un brigantino francese da 18 cannoni. In questa azione il sartiame del Kite fu gravemente danneggiato e lo sloop fu costretto a recarsi al cantiere navale di Portsmouth per le riparazioni. Per i successi ottenuti in questo periodo su rapporto di Sir Thomas Pye, allora ammiraglio di porto,  fu promosso comandante il 16 aprile 1779. Rimase sul Kite, assegnato alla Channel Fleet, come battello da collegamento e trasporto della posta, navigando a volte in crociera da solo sulla costa dell'Irlanda, o a sud fino a Cadice, e nell'aprile del 1781 accompagnò la flotta del viceammiraglio George Darby mandata in soccorso di Gibilterra.
Fu promosso post captain il 4 giugno 1781, assunse il comando della Myrmidon da 20 cannoni con cui nel marzo 1782 operò nel Mare del Nord. Comandò poi la Rainbow, una fregata da 44 cannoni interamente armata sperimentalmente con carronate, con cui il 4 settembre 1782 catturò fregata francese Hébé vicino all'isola di Bas facendola arrendere senza opporre resistenza. La Hébé aveva tentato di fuggire, ma un colpo fortunato della Rainbow le spezzò il timone e il capitano francese, il cavaliere Pierre Joseph de Vigny sbalordito, si diceva, dalla dimensione mostruosa del tiro, si arrese subito.
Dopo la pace del 1783 tra la Gran Bretagna e gli Stati Uniti d'America, visse in Galles prima di tornare in mare nel 1790 come capitano della fregata Prudente da 38 cannoni. Il 23 dicembre 1791 assunse il comando della fregata Hussar, con cui operò nel Mediterraneo. Lasciò il comando all'inizio del 1792, quando la nave doveva prepararsi a salpare per Halifax, cedendolo al capitano Rupert George dopo che le accuse mosse contro di lui da un tenente erano state in parte provate in una corte marziale a novembre, con il risultato che fu rimproverato. Per i successivi anni visse nella sua villa di campagna gallese, non trovando lavoro nelle prime fasi delle guerre rivoluzionarie francesi. Una volta che Lord Chatham lasciò l'Ammiragliato, nel maggio 1795, il suo sostituto Lord Spencer lo nominò comandante del Glatton da 56 cannoni, una ex East Indiaman convertita in vascello da guerra. Diresse personalmente l'allestimento e l'armamento della nave al Nore nonostante le proteste di Sir Andrew Snape Hamond al Navy Board per il tempo impiegato, giudicato eccessivo. In servizio con la flotta del Mare del Nord dell'ammiraglio Adam Duncan, trascorreva spesso del tempo in servizio distaccato al largo della costa dove in un'occasione osservò una forte squadra olandese portarsi a Texel senza impegnare combattimento con la sua nave e ad altri due vascelli da 64. Nel febbraio 1796 guidò uno squadra di tre vascelli da 64 e tre fregate, a cui si unirono successivamente due vascelli da 74, all'inseguimento di due vascelli olandesi da 64, uno da 54 e altre due navi da 40 cannoni al largo di Texel. Sul punto di entrare in combattimenti fu sostituito nel comando dall'apparizione del contrammiraglio Thomas Pringle, il quale, ritenendo che le ulteriori cinque navi indefinite che accompagnavano quelle olandesi fossero navi da guerra da 50 cannoni piuttosto che le Indiaman supposte da Trollope, tergiversò così a lungo da perdere completamente l'opportunità di entrare in azione.
Il 15 luglio dello stesso anno mise in rotta uno squadra francese composta da un vascello da 50 cannoni, cinque fregate (due da 36 cannoni e tre da 28), un brigantino e un cutter, costringendole a rifugiarsi a Vlissingen, e garantendo così la sicurezza a circa trecento navi mercantili che stavano navigando in convoglio verso il Mar Baltico. Per questo fatto i mercanti di Londra gli regalarono un pezzo d'argento del valore di 100 ghinee, e un altro gli fu dato dalla Compagnia di mercanti russa, mentre i boroughs di Huntingdon e e North Yarmouth gli offrirono un segno della loro ammirazione. Seguì una crociera al largo delle Shetland e, tornato a Londra, gli fu ordinato con breve preavviso di prendere il comando del Leopard da 50 cannoni dal capitano William Hargood e di salpare con quattro fregate per proteggere Cuxhaven sulla costa settentrionale della Germania, il cui porto era minacciato dai francesi. Svernò al largo del fiume Elba in un clima gelido prima di tornare nel Nore e al Glatton nella primavera del 1797.
Tra il marzo e l'aprile 1797 fu comandante del vascello da 74 cannoni Warrior e ritornato al Glatton nel maggio successivo impedì al suo equipaggio di unirsi all'ammutinamento del Nore. Minacciò di aprire il fuoco sul vascello Overijssel da 64 cannoni, nave di bandiera dell'ammiraglio Joseph Peyton,  e sulla fregata Beaulieu da 40 cannoni, che avevano apertamente aderito all'ammutinamento, convincendo i loro equipaggi a tornare in servizio. Per questo fatto Lord Spencer gli mandò una lettera di congratulazioni, e gli fu conferito il comando del vascello da 74 cannoni Russell che condusse brillantemente nel corso della battaglia di Camperdown. Quando la flotta tornò all'ancoraggio del Nore, il re Giorgio III manifestò la sua intenzione di passarla in rivista ed egli, in qualità di capitano più anziano, fu imbarcato come comandante sullo yacht Royal Charlotte per portarlo da Greenwich. Il re si imbarcò quindi il 30 ottobre; ma il forte vento impedì la navigazione e dopo due giorni lo yacht non era andato oltre Gravesend. Il re rinunciò quindi all'idea e tornò a Greenwich, nominandolo Cavaliere sul cassero della Royal Charlotte prima di sbarcare. Per i due anni successivi fu al comando del Russell, assegnato alla Channel Fleet, e partecipò al blocco di Brest.
Nell'estate 1799 fu nominato comandante del vascello da 80 cannoni Juste, e il 1 gennaio 1801 fu promosso contrammiraglio del bianco. Poco tempo prima aveva avuto una forte divergenza con Lord St. Vincent, allora comandante in capo, e si rifiutò di prestare servizio sotto di lui come ufficiale di bandiera. Lord St. Vincent poco tempo dopo divenne Primo lord dell'ammiragliato e non gli offrì alcun incarico, cosa che, da parte sua, probabilmente non avrebbe accettato. Prima che St. Vincent lasciasse l'Ammiragliato, la sua salute era peggiorata e un violento attacco di gotta lo aveva privato dell'uso degli arti.  Una testimonianza scritta dei suoi servizi fu trasmessa all'Ammiragliato, ma gli fu rifiutata la pensione.
Il 23 aprile 1804 divenne contrammiraglio del rosso, il 9 novembre 1805 viceammiraglio del bianco, il 31 luglio 1810 viceammiraglio del rosso, e il 18 agosto 1812 ammiraglio del blu.  La gotta gli diede una tregua nel 1816 e sembrò riprendersi completamente, ma in seguito gli attacchi tornarono all'inizio degli anni Trenta del XIX secolo e lo colpirono alla testa. Allora viveva a Bath, e la sua idea prevalente era che qualcuno avrebbe fatto irruzione e lo avrebbe derubato e quindi trasformò la sua camera da letto in un'armeria, con un archibugio, un grosso coltello e diversi paia di pistole.
Il 20 maggio 1820 divenne Cavaliere Commendatore dell'Ordine del Bagno, e il 27 maggio 1827 fu elevato al rango di ammiraglio del bianco. Il 19 maggio 1831 fu nominato Cavaliere di Gran Croce nel dell'Ordine del Bagno. Si suicidò con un colpo di pistola alla testa a Freshford, vicino a Bath, il 2 novembre 1839. Fu sepolto nella Chiesa di San Giacomo a Bath. Era vedovo della signora Fanny Best, sposata nel 1780, dal 1816 e non lasciava figli.

### Annotazioni
1. ↑  Rientrato in Francia de Vigny fu destituito da comando, sottoposto a corte marziale e condannato a quindici anni di prigione.

### Fonti
1. 1 2  Threedecks.
2. 1 2 3 4 5  O'Byrne 1849, p. 1202.
3. 1 2 3 4 5 6 7 8 9 10 11 12 13 14  Morethannelson.
4. 1 2 3 4 5 6 7 8 9 10 11 12 13 14 15 16 17 18 19 20  Lee 1899, p. 246.
5. 1 2 3 4 5  O'Byrne 1849, p. 1203.
6. 1 2 3 4 5 6 7 8 9  Lee 1899, p. 247.
7. 1 2 3 4 5 6 7 8 9 10 11 12  Lee 1899, p. 248.